# Alto commissariato per la Sicilia
L'Alto commissariato per la Sicilia fu un organo di governo istituito dal Regno dell'Italia del Sud per governare la Sicilia dal 1944. Fu mantenuto anche dal 1946 dalla Repubblica Italiana, fino al 1947, quando ci furono le prime elezioni regionali.

## Storia
Con lo sbarco alleato in Sicilia del luglio 1943 l'isola venne occupata in poche settimane, e un governo militare alleato (AMGOT) si installò in Sicilia. Al vertice vi era il maggior generale inglese Francis Rennell Rodd, da cui dipendeva il colonnello americano Charles Poletti, che guidava "l'Ufficio Affari Civili" dell'AMGOT. Situazione che non mutò dopo l'armistizio di Cassibile dell'8 settembre 1943. Fu l'Amgot a nominare i 9 prefetti dell'isola e lo stesso sindaco di Palermo Lucio Tasca.

### Costituzione
L'11 febbraio 1944, il governo della Sicilia venne trasferito dall'Amgot, che lo aveva assunto dopo lo sbarco alleato nell'isola al Regno del Sud, guidato dal governo Badoglio, e affidato all'Alto commissariato civile per la Sicilia. Questo viene istituito formalmente con il regio decreto legge del 18 marzo 1944, n. 91. La cerimonia del passaggio dei poteri, svoltasi a Palermo, ebbe come protagonisti il colonnello USA Charles Poletti e il ministro dell'Interno di Badoglio Vito Reale, presenti i nove prefetti delle provincie dell'isola.

### Attività
L'alto commissario fu coadiuvato da una Giunta consultiva (istituita con lo stesso d.l. 91/1944), composta di sei membri, nominati con decreto del Presidente del Consiglio dei Ministri, tra i membri della Consulta regionale siciliana.
Primo Alto commissario fu nominato Francesco Musotto, socialista ma di simpatie separatiste, che si insediò il 30 marzo.  Con la liberazione di Roma e il ritorno al Regno d'Italia, Musotto fu sostituito da Salvatore Aldisio, uno dei fondatori della DC, che portò la Sicilia verso l'autonomia speciale. Fu poi istituita una "Consulta regionale", rappresentativa dei partiti e dei sindacati regionali (decreto legislativo luogotenenziale n° 416 del 28 dicembre 1944). Tra i compiti dell'Alto commissario anche la direzione dell'Ispettorato generale di Pubblica sicurezza in Sicilia che operava contro le formazioni clandestine separatiste e le bande che infestavano l'isola e il suo coordinamento con le questure dell'isola.
Dopo la proclamazione dello Statuto speciale il 15 maggio 1946 e la nascita della Regione siciliana, Aldisio ritenne risolto il suo compito e divenne ministro della Marina mercantile nel governo De Gasperi. I successivi alti commissari gestirono il trapasso fino alla costituzione del primo governo regionale eletto dall'Assemblea regionale siciliana, il 30 maggio 1947 con presidente Giuseppe Alessi.

## Compiti
L'Alto commissario nel territorio dell'isola:
- sovraintendeva a tutte le Amministrazioni statali, civili e militari, nonché agli Enti ed Istituti di diritto pubblico, ed in genere a tutti gli Enti sottoposti a tutela o vigilanza dello Stato;
- dirigeva e coordinava l'azione dei Prefetti e delle altre Autorità civili dell'Isola e ne assicurava l'unità di indirizzo;
- Partecipava senza voto deliberativo, alle sedute del consiglio dei ministri che trattavano argomenti riguardanti la Sicilia

## Alti commissari
| Alto Commissario | Alto Commissario | Alto Commissario                        | Partito                       | Mandato          | Mandato           | Presidente del Consiglio | Presidente del Consiglio |
| Alto Commissario | Alto Commissario | Alto Commissario                        | Partito                       | Inizio           | Fine              | Presidente del Consiglio | Presidente del Consiglio |
| ---------------- | ---------------- | --------------------------------------- | ----------------------------- | ---------------- | ----------------- | ------------------------ | ------------------------ |
|                  |                  | Francesco Musotto (1881-1961)           | Partito Socialista Italiano   | 30 marzo 1944    | 18 giugno 1944    |                          | Pietro Badoglio          |
| 18 giugno 1944   | 16 luglio 1944   | Francesco Musotto (1881-1961)           | Partito Socialista Italiano   |                  | Ivanoe Bonomi     |                          |                          |
|                  |                  | Salvatore Aldisio (1890-1964)           | Democrazia Cristiana          | 17 luglio 1944   | Ivanoe Bonomi     | 19 giugno 1945           |                          |
| 21 giugno 1945   | 10 dicembre 1945 | Salvatore Aldisio (1890-1964)           | Democrazia Cristiana          |                  | Ferruccio Parri   |                          |                          |
| 10 dicembre 1945 | 18 aprile 1946   | Salvatore Aldisio (1890-1964)           | Democrazia Cristiana          |                  | Alcide De Gasperi |                          |                          |
|                  |                  | Igino Coffari (1874-1960)               | Indipendente                  | 19 aprile 1946   | Alcide De Gasperi | 3 agosto 1946            |                          |
|                  |                  | Paolo D'Antoni (ad interim) (1895-1982) | Democrazia Cristiana          | 6 agosto 1946    | Alcide De Gasperi | 31 ottobre 1946          |                          |
|                  |                  | Giovanni Selvaggi (1889-1954)           | Partito Repubblicano Italiano | 1º novembre 1946 | Alcide De Gasperi | 30 maggio 1947           |                          |